# Kamen Kalev

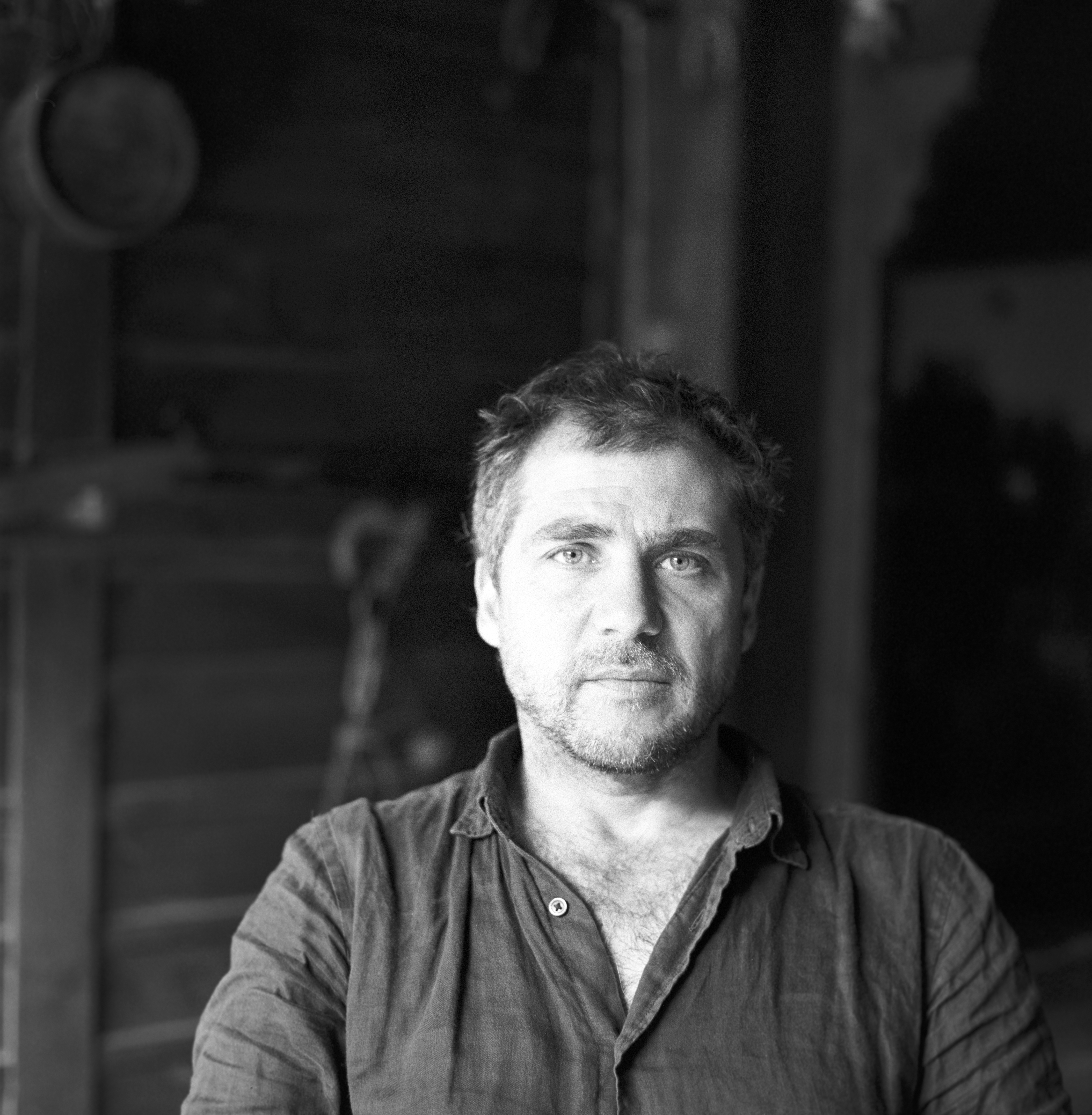
Kamen Kalev

Kamen Kalev, né le 8 juin 1975 à Bourgas, est un réalisateur, scénariste et directeur de la photographie bulgare.

## Biographie
Kamen Kalev étudie le cinéma en France, au sein du département Image de la Femis, dont il sort diplômé en 2002. 
Ses courts métrages ont reçu de nombreux prix dans des festivals internationaux (Berlin, Clermont-Ferrand, New York, Locarno, Stockholm). Deux d'entre eux, Get the Rabbit Back et Rabbit Troubles, coréalisés avec Dimitar Mitovski, ont été sélectionnés à la Semaine de la critique durant le Festival de Cannes 2005 et 2007.
Après avoir réalisé une soixantaine de films publicitaires et de clips musicaux, Kamen Kalev écrit et réalise son premier long-métrage, Eastern Plays. Le film est présenté à la Quinzaine des réalisateurs durant le Festival de Cannes 2009, et reçoit de nombreux prix dans diverses autres manifestations cinématographiques (Tokyo, San Sebastian, Bratislava, Varsovie). Eastern Plays sort dans les salles françaises le 10 mars 2010.
Son second long-métrage The Island est également sélectionné à la Quinzaine des réalisateurs, en 2011.  

## Filmographie

### Réalisateur
- 2003 : Orphée (court métrage)
- 2005 : Get the Rabbit Back (court métrage) coréalisé avec Dimitar Mitovski
- 2007 : Rabbit Troubles (court métrage) coréalisé avec Dimitar Mitovski
- 2010 : Eastern Plays
- 2011 : The Island
- 2014 : Tête baissée
- 2014 : Les Ponts de Sarajevo
- 2020 : Février

### Scénariste
- 2010 : Eastern Plays
- 2011 : The Island